# Penium polymorphum
Penium polymorphum là một loài Song tinh tảo trong họ Desmidiaceae, thuộc chi Penium.